# San Antonio, Mariano Escobedo
San Antonio är en ort i Mexiko.   Den ligger i kommunen Mariano Escobedo och delstaten Veracruz, i den sydöstra delen av landet, 210 km öster om huvudstaden Mexico City. San Antonio ligger 2 776 meter över havet och antalet invånare är 144.
Terrängen runt San Antonio är bergig norrut, men söderut är den kuperad. Runt San Antonio är det tätbefolkat, med 411 invånare per kvadratkilometer. Närmaste större samhälle är Orizaba, 16,9 km sydost om San Antonio. I omgivningarna runt San Antonio växer i huvudsak städsegrön lövskog.